# 野崎孝
野崎 孝（のざき たかし、1917年〈大正6年〉11月8日 - 1995年〈平成7年〉5月12日）は、日本のアメリカ文学者、翻訳家。
『ライ麦畑でつかまえて』など一連のサリンジャー作品のほか、フィッツジェラルドやヘミングウェイ、スタインベックなどの翻訳で知られる。

## 略歴
パン屋の長男として青森県弘前市に生まれる。1929年、旧制弘前中学校（青森県立弘前高等学校の前身）に入学、4年間を首席を通し、語学の天才と讃えられる。4年修了で旧制弘前高等学校（弘前大学の前身）に入学。1937年、東京帝国大学文学部イギリス人文学科に進み、中野好夫に師事。卒業後は東京の商業学校などで教鞭を執る。第二次世界大戦で出征、中国大陸で転戦する。復員後は母校の弘前高等学校教授を経て、1949年から1950年まで新制の弘前大学助教授。上京後、1951年中央大学文学部教授、1970年旧・東京都立大学教授、定年後は帝京大学教授を務めた。

## サリンジャーの訳者として
『ライ麦畑でつかまえて』（J.D.Salinger The Catcher in the Rye ）初刊は1964年に白水社から上梓。なお初訳の訳題は、1952年に橋本福夫訳で、"J・D・サリンガー"『危険な年齢』（ダヴィッド社）だった。野崎は当時の深夜放送からヒントを得て、若い世代の語法と感覚に迫った訳出を行い、当時の読書界に反響を起こした。主人公ホールデン・コールフィールド少年が一方的に語る話し方は、50年代のアメリカのティーンエイジャーの口調を的確に捕らえたものと激賞されたが、野崎自身はその和訳は至難の業だったと述懐している。
2003年に村上春樹の新訳『キャッチャー・イン・ザ・ライ』が、同じ白水社で出版するまで、約40年間にわたり定訳の位置を占め続け百数十版を重ねた。

## 著書
- 『ヘミングウェイ』（研究社出版） 1960

## 翻訳
- 「ロゴーム老人とその娘テレサ」（ドライサー、河出書房新社、世界文学100選2 所収） 1961
- 『入り江にて』（キャサリン・マンスフィールド、早川書房、ウェルテル文庫）） 1953

「カナリヤ」「おさなき恋」「心理」「ミリー」「園遊会」「パーカーばあさんの生涯」「一杯の茶」「蠅」「入江にて」
- 『恐怖省』（グレアム・グリーン、小津次郎共訳、早川書房、グレアム・グリーン選集5） 1954、のち単独訳 1954
- 『蛇の卵』（デイヴィッド・ダンカン、早川書房） 1955
- 『エデンの東』（ジョン・スタインベック	、大橋健三郎共訳、早川書房） 1955、のち単独訳でハヤカワNV文庫全4冊 1972
- 『偉大なるギャツビー』（F・スコット・フィッツジェラルド、研究社出版） 1957、のち改題『グレート・ギャツビー』（新潮文庫） 1974、のち集英社文庫 1994
- 『花ひらくユダの木・昼酒』（K・アン・ポーター、英宝社、英米名作ライブラリー） 1957
- 『夢やぶられて』（バッド・シュールバーグ (Budd Schulberg)、尾上政次共訳、英宝社） 1957	、のち早川書房 1958、のち文庫 1972

「花ひらくユダの木」「サーカス」「墓」「マリア・コンセプシオン」
- 『英国が私をつくった』（グレアム・グリーン	、早川書房、グレアム・グリーン選集4） 1960
- 『西部旅行綺談』（マーク・トウェイン、筑摩書房、世界ユーモア文学全集9） 1961、のち講談社 世界文学全集16
- 「音もなく降る雪、秘密の雪」（C・エイケン、河出書房新社、世界文学100選4 所収） 1961
- 「人生の門出」（ルース・サコー、河出書房新社、世界文学100選5 所収） 1961
- 「オーファント・アニー」（ウィンズロー、河出書房新社、世界文学100選5 所収） 1961
- 『われらが不満の冬』（ジョン・スタインベック、新潮社） 1962
- 『ブラックボーイ ある幼少期の記録』（リチャード・ライト、岩波文庫） 1962
- 「息の喪失」（エドガー・アラン・ポー、東京創元新社、ポオ全集1 所収）	1963
- 「名士の群れ」（エドガー・アラン・ポー、東京創元新社、ポオ全集1 所収） 1963
- 「鐘楼の悪魔」（エドガー・アラン・ポー、東京創元新社、ポオ全集1 所収） 1963
- 「悪魔に首を賭けるな」（エドガー・アラン・ポー、東京創元新社、ポオ全集2 所収） 1963、のち『アメリカ怪談集』（荒俣宏編、河出文庫 所収） 1989
- 「ウィサヒコンの朝」（エドガー・アラン・ポー、東京創元新社、ポオ全集2 所収） 1963
- 「×だらけの社説」（エドガー・アラン・ポー、東京創元新社、ポオ全集2 所収） 1963
- 『ライ麦畑でつかまえて』（J・D・サリンジャー、白水社） 1964、のち白水Uブックス 1984
- 『もう一つの国』（ジェイムズ・ボールドウィン(James Baldwin)、集英社） 1964、のち新潮文庫 1972、のち集英社文庫 1977
- 「舞踊家」（スウェードーズ、筑摩書房、世界文学大系94 所収） 1965
- 「ノータリン・ウィルソンの悲劇」（マーク・トウェイン、中央公論社、世界の文学53 イギリス名作集/アメリカ名作集 所収） 1966
- 「その名も高きキャラヴェラス郡の跳び蛙」（マーク・トウェイン、筑摩書房、世界文学全集25 所収） 1968
- 『フラニーとゾーイー』（J・D・サリンジャー、新潮社） 1968、のち新潮文庫 1976、改版 1991
- 『怒りの葡萄』（ジョン・スタインベック、集英社、世界文学全集66） 1970
- 『ハックルベリー・フィンの冒険』（マーク・トウェイン、講談社、世界文学全集） 1970、のち講談社文庫 1971
- 『大工よ、屋根の梁を高く上げよ シーモア-序章-』（J・D・サリンジャー、井上謙治共訳、河出書房新社） 1970、のち新潮文庫 1980、改版 2004
- 「荒野より出でよ」（ジェイムズ・ボールドウィン、集英社、アメリカ短篇24） 1970
- 「宿命」（ジェイムズ・ボールドウィン、白水社、現代アメリカ短篇選集2） 1970
- 『白鯨』（ハーマン・メルヴィル、中央公論社、新集世界の文学11） 1972
- 『ナイン・ストーリーズ』（J・D・サリンジャー、新潮社） 1974、のち新潮文庫 1974、改版 1992
- 「シオドー・ドライサー」（ヘンリー・メンケン、筑摩世界批評体系4 所収） 1975
- 「断ち切られた回路」（リチャード・チェース、筑摩世界批評体系4 所収） 1975
- 『宙ぶらりんの男』（ソール・ベロー、講談社、世界文学全集27） 1976
- 『老人と海』（アーネスト・ヘミングウェイ、集英社、世界文学全集77） 1977
- 『酔いどれ草の仲買人』（ジョン・バース (John Barth)、集英社、世界の文学35・36） 1979
- 「ドルがあったばかりに・武人の魂」（ジョゼフ・コンラッド、人文書院、コンラッド中短篇小説集3） 1983
- 『アメリカ古典文学研究』（D・H・ローレンス、南雲堂、D.H.ロレンス紀行・評論選集4） 1987
- 『フィッツジェラルド短編集』（F・スコット・フィッツジェラルド、新潮文庫） 1990

「氷の宮殿」「冬の夢」「金持の御曹子」「乗継ぎのための三時間」「泳ぐ人たち」「バビロン再訪」
- 「ビール・ストリートに口あらば」（ジェイムズ・ボールドウィン、集英社ギャラリー世界の文学18 所収） 1990
- 『雨の日の釣師のために』（D&G・パウナル編、TBSブリタニカ、釣文学35の傑作） 1991